# Koartikulation
Als Koartikulation (lateinisch coarticulare ‚zusammen artikulieren‘) wird die Beeinflussung eines Lautes durch den lautlichen Kontext bezeichnet.
In der Phonetik ist Koartikulation die Bezeichnung für parallel verlaufende antizipierende (vorwegnehmende) Bewegungen bei der Artikulation. Diese Antizipation geschieht, indem sich die Artikulatoren (zum Beispiel Zunge oder Lippen) während der Bildung eines Lautes bereits in die Stellung des folgenden Lautes begeben.
So klingt beispielsweise ein k-Laut mit nachfolgendem i-Laut (vorderer ungerundeter Vokal) anders als ein k-Laut mit nachfolgendem u-Laut (hinterer gerundeter Vokal). Manche Phonemvarianten, die je nach Koartikulation physikalisch ganz verschieden sind, können wir auf Grund von Lernprozessen klanglich nicht mehr unterscheiden.
Koartikulation kann auch zu einem fixen Lautwandel führen. So hat sich etwa das deutsche Präfix ent- mit nachfolgendem f durch eine regressive Kontaktassimilation in einigen Fällen zu emp- (wie z. B. in empfangen, empfinden, …) verändert.